# サイクルサッカー

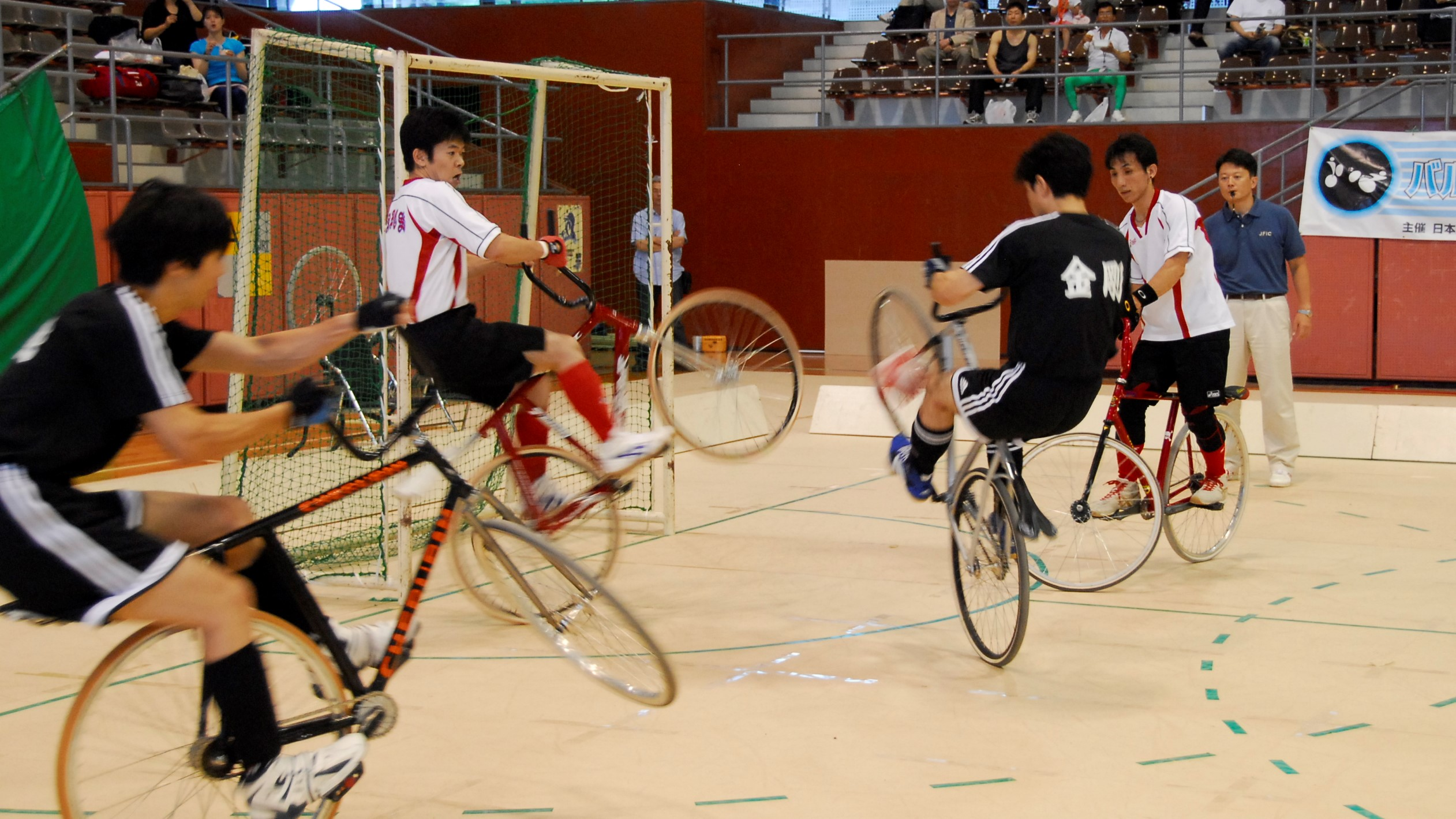
サイクルサッカーのコーナーキック

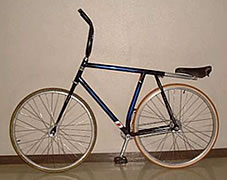
サイクルサッカー用の自転車

サイクルサッカーは、自転車を用いて行う球技で、体育館などで行われる室内自転車競技の一種である。1チーム2人制の屋内競技と5人制の屋外競技があるが、UCIの室内自転車競技世界選手権で行われているのは2人制の屋内競技である。 
なお、「サイクルサッカー」は日本独自の呼称であり、日本国外では通じない。英語ではサイクルボール (cycle-ball)、ドイツ語ではラートバル (Radball) と称されている。和名としては後述の漫画で輪球（りんきゅう）が当てられている。

## 概要
競技には専用の自転車を使い、主に前輪を使ってドリブルやパス、シュートをする。ほとんど「立ちこぎ」でプレーするため、自転車は専用のハンドルが上を向いた固定ギアである。使用するボールは表面が布製で直径は17-18cm、重さは500-600g。コートの広さは11m×14mで、周りを高さ30cmほどのフェンスで囲んでいる。試合は2対2で行われる。チームはFWとGKのコンビで、攻撃ではGKも前に出る。試合時間は前半7分、後半7分の合計14分。試合中、選手は地面に足を着いてはならず、スタンディング（乗ったままでバランスを取って静止）を使うことになる。ボールは直径17-18cm、重さ500-600gで、あまり弾まないようにできている。

## 歴史
歴史的には馬を使った球技「ポロ」が元で、馬を飼えない人達が馬の代わりに自転車を使って始まった「サイクルポロ」が起源とされている。その後、室内自転車競技として発展し、今日の姿となった。日本には1970年頃に導入され、現在国内の競技人口は約500名。サイクルサッカーの本場はヨーロッパであるが、世界選手権は毎年世界各地で開催されている。2001年および2011年には日本でも世界選手権が開催された。日本は2008年の世界選手権での5位が過去最高成績となっている。

## その他
- サイクルサッカーを題材にした『輪球王トラ』という水島新司の漫画がある（牛次郎原作で現在は絶版）[1]。
- 伊豆ベロドローム - 自転車競技場の中央に常設のサイクルサッカー用のコートがある。